# Brasserie Deseveaux
La brasserie Deseveaux est une brasserie artisanale et familiale belge située dans la commune de Boussu en province de Hainaut.
Elle a la particularité de produire des bières composées de céréales originales : la Sarazen au sarrasin et l'Avena à l'avoine.

## Histoire
La bière Sarazen a été créée en mai 2010 par Sébastien Deseveaux, ingénieur en agroalimentaire qui fut maître-brasseur à Louvain puis en Bretagne. Cette bière blonde est brassée à base de sarrasin ou blé noir.
La brasserie est installée dans une ancienne ferme appelée localement la  « ferme rose », un édifice qui a été un relais poste, un hôpital puis une importante ferme, , datée de 1821 et située à Boussu rue d'Hanneton. Le Hanneton est un petit ruisseau coulant derrière la brasserie dont l'eau de qualité est utilisée pendant le brassage. Cette vaste ferme, qui n’est pas classée mais est reprise au patrimoine,  appartenait à l'oncle de Sébastien Deseveaux, qui l'achète en 2009, après la cessation de l'activité agricole de son oncle en 2008, puis la transforme durant trois ans afin d'y installer une brasserie qui ouvre en 2015,,. 
Durant ces travaux, le logis est totalement refait tout comme toutes les salles de brassage.
La grande cour intérieure comprenant un espace vert est utilisée lors d'événements ponctuels. La production annuelle avoisine les 1 000 hl mais les nouvelles installations devraient permettre dans l'avenir une production annuelle estimée à 2 500 hl.
En 2021, la brasserie connaît des problèmes financiers à cause de la crise sanitaire et du fait qu'aucune aide ne lui est octroyée par la commune de Boussu. Sébastien Deseveaux déclare : « Notre brasserie n'est pas concernée par la dernière annonce des aides communales de Boussu. Dans le texte de l'annonce, il est mentionné le terme brasserie. J'ai sollicité la prime à la suite de cette annonce et elle nous a été refusée […]  Les chèques n'étaient pas applicables à notre commerce et nous n'avons reçu aucune exonération de taxes communales ou provinciales. La seule aide que nous avons reçue de la commune a été de 1 000 euros, comme d'autres entreprises. Nous n'avons pas été repris dans la catégorie secteur Horeca, nous sommes pourtant intimement liés avec les secteurs qui ont dû fermer ! ».
Mais la brasserie survit à la crise sanitaire et continue, par exemple, de récolter son propre houblon en septembre.
En septembre 2023, elle organise un week-end découverteavec repas, dégustation de bières, courses, balades, concerts et visite des installations et de la houblonnière.

## Bières
Les bières originales de la brasserie sont reprises comme Belgian Beer of Wallonia (BBW), protection accordée par l'Agence wallonne pour la promotion d'une agriculture de qualité (APAQ-W).
Les bières sont de fermentation haute et refermentées en bouteilles.
- Sarazen, une bière blonde au sarrasin titrant 6,5 % en volume d'alcool[2].
- Sarazen Bio, une bière blonde au sarrasin issu de culture biologique[2] titrant 6,5 % en volume d'alcool.
- Avena, une bière blonde de type bière de saison à l’avoine et au malt d’orge titrant 5,5 % en volume d'alcool[2].
- Avena Bio, une bière blonde de type bière de saison à l’avoine et au malt d’orge issu de culture biologique titrant 5,5 % en volume d'alcool[7].
- Sarazen Triple, une bière blonde au sarrasin titrant 8,5 % en volume d'alcool.
- Sarazen Brune, une bière brune au sarrasin, seigle et malt d'orge titrant 8 % en volume d'alcool.
- Sarazen Brune Bio, une bière brune au sarrasin, seigle et malt d'orge titrant 8 % en volume d'alcool.
- Blanche de Boussu, une bière blanche au malt d'orge, malt de blé et avoine titrant 4,8 % en volume d'alcool[8].
- Sarazen de Noël, une bière au sarrasin titrant 9 % en volume d'alcool.

## Distinctions
Certaines des bières produites par la Brasserie Deseveaux ont remporté des prix.
En 2016, la Sarazen Brune est primée dans la catégorie des bières ambrées lors de la troisième édition du concours des bières artisanales wallonnes (Best Belgian Beer of Wallonia - BBBW),.
En 2018, l'Avena décroche la médaille d'or dans la catégorie "India Pale Ale" lors du concours "Best Local Beer". 
Et en 2019,  l'Avena décroche la médaille d'or dans la catégorie "Saison traditionnelle" lors du Brussels Beer Challenge,.

## Sources et liens externes
- Site officiel de la brasserie
- « BRASSERIE DESEVEAUX - Producteur dans le Hainaut », sur Hainaut Terre de Goûts (consulté le 15 octobre 2020)
- « Boussu - La brasserie Deseveaux, brasserie artisanale ! », sur La chaîne locale de la région Mons… (consulté le 18 juin 2023)